# Eton (Geòrgia)
Eton és una població dels Estats Units a l'estat de Geòrgia. Segons el cens del 2000 tenia 319 habitants.

## Demografia
Segons el cens del 2000, Eton tenia 319 habitants, 123 habitatges, i 93 famílies. La densitat de població era de 293,3 habitants/km².
Dels 123 habitatges en un 35% hi vivien nens de menys de 18 anys, en un 56,9% hi vivien parelles casades, en un 15,4% dones solteres, i en un 23,6% no eren unitats familiars. En el 18,7% dels habitatges hi vivien persones soles el 5,7% de les quals corresponia a persones de 65 anys o més que vivien soles. El nombre mitjà de persones vivint en cada habitatge era de 2,59 i el nombre mitjà de persones que vivien en cada família era de 2,87.
Per edats la població es repartia de la següent manera: un 24,8% tenia menys de 18 anys, un 8,5% entre 18 i 24, un 34,2% entre 25 i 44, un 22,6% de 45 a 60 i un 10% 65 anys o més.
L'edat mediana era de 35 anys. Per cada 100 dones de 18 o més anys hi havia 86 homes.
La renda mediana per habitatge era de 39.250 $ i la renda mediana per família de 46.389 $. Els homes tenien una renda mediana de 31.625 $ mentre que les dones 22.813 $. La renda per capita de la població era de 17.777 $. Entorn del 3,3% de les famílies i el 4,4% de la població estaven per davall del llindar de pobresa.

## Poblacions més properes
El següent diagrama mostra les poblacions més properes.